# 河道乡
河道乡是中国陕西省咸阳市武功县下辖的一个乡。

## 行政区划
河道乡下辖以下行政区：
河大村、长兴村、西坡村、咬马村、田井村、皇西村、三马村、东马村、庄子村、八王村、河东村、青口村、皇中村、西马村